# Adalbert Förtsch
Adalbert Förtsch (* 28. Juni 1826 in Burgwerben; † um 1899 in Weimar) war ein deutscher Orgelbauer der Romantik aus Thüringen.

## Leben und Werk
Förtsch erlernte von 1841 bis 1846 den Orgelbau bei Louis Witzmann (Kleinrudestedt). 1846 war er Geselle bei Julius Strobel (Bad Frankenhausen/Kyffhäuser) und nach 1846 bei Otto Schmidt (Magdeburg-Neustadt), nach 1847 bei Georg Kühne (Bernburg/Saale) und nach 1848 Geselle bei Ferdinand Wäldner (Halle). Von 1858 bis 1878 betrieb Förtsch eine eigene Werkstatt in Blankenhain, wo etwa 50 Orgeln entstanden.
Förtsch hat vermutlich als erster Orgelbauer in Thüringen die Kastenlade eingeführt. Nach 20 Jahren selbstständiger Tätigkeit als Orgelbauer übernahm sein Schüler und Neffe Walter Drechsler die Firma. Förtsch zog nach Weimar, wo er auch starb.

## Werkliste
In der fünften Spalte bezeichnet die römische Zahl die Anzahl der Manuale, ein großes „P“ ein selbstständiges Pedal und die arabische Zahl in der vorletzten Spalte die Anzahl der klingenden Register.
| Jahr      | Ort                 | Gebäude                               | Bild | Manuale   | Register | Anmerkungen |
| --------- | ------------------- | ------------------------------------- | ---- | --------- | -------- | --- |
| 1861      | Großbrembach        | Dorfkirche                            |      | II/P      | 12       | |
| 1861      | Kleinbrembach       | Bonifatiuskirche                      |      | II/P      | 21       | |
| 1864      | Wickerstedt         | St. Vitus                             |      | II/P      | 20       | Umbau der Orgel von Heinrich Nicolaus Trebs (1732–1738), Umbauten 1920 durch Emil Heerwagen und 1974 durch Günter Bahr; 2004/06 Sanierung durch Orgelbau Waltershausen                                |
| 1863–1867 | Sulzbach            | St. Petrus                            |      | II/P      | 16       | Orgelabnahme durch Johann Gottlob Töpfer |
| 1867      | Herressen           | Dorfkirche                            |      | I/P       | 8        | Orgelabnahme durch Alexander Wilhelm Gottschalg |
| 1867      | Thalborn            | Ev. Kirche                            |      | I/P       | 8        | über der Orgel Kuckuckshaube in der Decke |
| 1867      | Eisenach            | Seminarkapelle                        |      | II/P      | 6        | Orgelabnahme durch Johann Gottlob Töpfer |
| 1869–1870 | Neckeroda           | Dorfkirche Neckeroda                  |      | II/P      | 18       | Orgelabnahme durch Alexander Wilhelm Gottschalg |
| 1870      | Tegau               | St. Antonius                          |      | II/P      | 15       | restauriert 1985 → Orgel |
| um 1870   | Lehesten (bei Jena) | Dorfkirche                            |      | II/P      | 10       | |
| 1871      | Söllnitz            | Dorfkirche Söllnitz                   |      | II/P      | 10       | 2002 durch Schönefeld Instandsetzung |
| 1869–1872 | Oberweimar          | St. Peter und Paul                    |      | II/P      | 19       | Erweiterung der Orgel von Johann Georg Fincke (Zuschreibung, 1703, I/P/12) durch Initiative von Franz Liszt auf II/P/19; 1898 Dispositionsänderungen durch Emil Heerwagen, 2010–2013 Generalsanierung |
| 1872      | Süßenborn           | Zu den 14 Heiligen                    |      | II/P      | 15       | später neugotischer Prospekt; 1981 Auslagerung, 2011 Fertigstellung der Restaurierung durch Rösel & Hercher Orgelbau                                                                                  |
| 1872      | Obertrebra          | Dorfkirche Obertrebra, St. Bonifatius |      | II/P      | 17       | |
| 1873      | Großlöbichau        | St. Bartholomäus                      |      | I/P, II/I | 12       | 1958–1963 überarbeitet von der Firma Böhm aus Gotha |
| 1875      | Ebersgrün           | Kreuzkirche                           |      | II/P      | 12       | 1901 abgebrochen → Orgel |
| 1876      | Frössen             | Trinitatiskirche                      |      | II/P      | 12       | überholt 2009 → Orgel |
| 1878      | Taubenpreskeln      | Ev.-luth. Kirche                      |      | II/P      | 10       | |
| 1879      | Lederhose           | Kirche Lederhose                      |      | II/P      | 10       | |